# Milan Neralić
Milan Neralić (26 de febrero de 1875-17 de febrero de 1918) fue un deportista austríaco que compitió en esgrima, especialista en la modalidad de sable. Participó en los Juegos Olímpicos de París 1900, obteniendo una medalla de bronce en la prueba individual profesional.

## Palmarés internacional
| Juegos Olímpicos | Juegos Olímpicos | Juegos Olímpicos  | Juegos Olímpicos             |
| Año              | Lugar            | Medalla           | Prueba                       |
| ---------------- | ---------------- | ----------------- | ---------------------------- |
| 1900             | París (Francia)  | Medalla de bronce | Sable individual profesional |